# Väktarrådet
Denna artikel handlar om den iranska institutionen. För Väktarrådet i tv-serien Buffy och vampyrerna, se Buffy och vampyrerna#Väktarrådet.
Väktarrådet (persiska: شورای نگهبان قانون اساسی, Shora-ye Negaban-e Qanun-e Assassi, oftast bara Shora-ye-Negaban) är en självständig icke-folkvald institution i det iranska statsskicket och består av sex mullor (troslärda) samt sex jurister. Den högste religiöse ledaren i Iran utser de sex troslärda. Chefen för rättsväsendet, som själv är utsedd av den högste religiöse ledaren, rekommenderar väktarrådets jurister men dessa utses av den högste ledaren. Väktarrådet har en central kontrollerande roll i Irans politik då den godkänner kandidater till de folkvalda institutionerna parlamentet och expertrådet samt presidenten. Detta råd, ej att förväxla med det så kallade expertrådet, har bland annat som uppgift att värna mot lagstiftning och andra förslag som kan vara 'skadliga' för statsskicket.